# Iacob Felecan
Iacob Felecan (1914. március 1. – 1964) román válogatott labdarúgó, hátvéd.

## Pályafutása

### Klubcsapatban
1935 és 1940 között a Romania Cluj játékosa volt. A második bécsi döntést követően, az 1940–41-es idényben a Ripensia Timișoara labdarúgója lett. 1942 és 1944 között az FC Craiova csapatában szerepelt. 

### A válogatottban
1937 és 1943 között kilenc alkalommal szerepelt a román válogatottban. Tagja volt a franciaországi világbajnokságon részt vevő csapatnak.

## Statisztika

### Mérkőzései a román válogatottban
| Románia | Románia             | Románia                | Románia       | Románia  | Románia     | Románia         | Románia | Románia |
| #       | Dátum               | Helyszín               | Hazai         | Eredmény | Vendég      | Kiírás          | Gólok   | Esemény |
| ------- | ------------------- | ---------------------- | ------------- | -------- | ----------- | --------------- | ------- | ------- |
| 1.      | 1937. július 5.     | Łódź                   | Lengyelország | 2 – 4    | Románia     | barátságos      | -       |         |
| 2.      | 1937. július 8.     | Kaunas                 | Litvánia      | 0 – 2    | Románia     | barátságos      | -       |         |
| 3.      | 1937. július 12.    | Riga                   | Lettország    | 0 – 0    | Románia     | barátságos      | -       |         |
| 4.      | 1937. szeptember 6. | Belgrád, BSK Stadion   | Jugoszlávia   | 2 – 1    | Románia     | barátságos      | -       |         |
| 5.      | 1938. június 9.     | Toulouse (FRA)         | Kuba          | 2 – 1    | Románia     | vb-nyolcaddöntő | -       |         |
| 6.      | 1940. március 31.   | Bukarest, ANEF-stadion | Románia       | 3 – 3    | Jugoszlávia | Duna-kupa       | -       |         |
| 7.      | 1942. augusztus 16. | Beuthen                | Németország   | 7 – 0    | Románia     | barátságos      | -       |         |
| 8.      | 1942. augusztus 23. | Pozsony                | Szlovákia     | 1 – 0    | Románia     | barátságos      | -       |         |
| 9.      | 1943. június 13.    | Bukarest               | Románia       | 2 – 2    | Szlovákia   | barátságos      | -       |         |
|         | Összesen            |                        |               | 9        | mérkőzés    |                 | 0       | gól     |